# Tandvärk
Tandvärk är värk i tänderna. Det kan uppkomma vid till exempel karies, uppkommande av visdomständerna, tandköttsinflammation eller tandpressning. Tandvärk kan vara mycket smärtsamt.
Vilken typ av behandling som är lämpligast vid tandvärk, beror i mångt och mycket på hur pass allvarlig tandvärken är. Receptfria värktabletter kan lindra symptomen vid kortvarig tandvärk, men så småningom bör ändå en tandläkare uppsökas. En tandläkare kan ge en mer långsiktig behandling mot tandvärk i form av rotfyllning eller tandutdragning. I de fall då tandvärken beror på en tandinfektion som brutit ner tandroten och resulterat i feber och svullnad, kan antibiotika krävas för att behandla tandinfektionen.

## Folkmedicin
I svensk folkmedicin använde man förr en tagg från en igelkott som bot mot tandvärk: om man petade med en tagg på den värkande tanden skulle värken försvinna direkt.